# What Have You Done
"What Have You Done" prvi je singl s albuma The Heart of Everything nizozemske simfonijske metal grupe Within Temptation koji uključuje gostujući vokal Keith Caputo iz američke hard rock grupe Life of Agony. Singl je posebno uspješan u SAD-u i Kanadi, a za pjesmu su snimljene čak dvije verzije glazbenog videa.